# Павел Колев
Павел Колев е български спортен журналист и футболен функционер, бивш пресаташе на БФС
. Притежава сертификат по футболен мениджмънт от УЕФА.

## Биография
Колев е роден в София през 1975 година, в семейството на Николай и Филипа Павлови. Баща му е дългогодишен директор на радио „Христо Ботев“. Майка му е редактор във в-к „24 часа“.
Завършва Национална гимназия за древни езици и култури, а по-късно и висше образование в Софийски университет, специалност „Психология“. В продължение на тринадесет години работи като спортен журналист във вестник „24 часа“.
През 2009 г. става пресаташе на Българския Футболен Съюз, като по-късно е назначен за ръководител на отдел „Връзки с обществеността и медии“. От 22 юни 2015 година е заместник-изпълнителен директор на БФС, когато съюзът е ръководен от Борислав Михайлов.
През 2016 година е одобрен именно за магистратурата по европейско управление на спорта (MESGO), като той е първият българин, одобрен за програмата.
През 2019 година напуска БФС, за да оглави като ръководител ПФК Левски (София), за което е поканен от тогавашния собственик на клуба Спас Русев.